# Jean Anne Arnaud de Ribes
Pour les articles homonymes, voir Ribes.
Jean Anne Arnaud de Ribes, né le 5 janvier 1751 à Saint-Félix (Haute-Garonne), mort le 11 janvier 1811 à Saint-Félix (Haute-Garonne), est un militaire français de la Révolution et de l’Empire.

## États de service
Il entre en service le 1er janvier 1768, comme lieutenant en second à l’école du génie de Mézières, et il en sort le 1er janvier 1770, avec le grade d’ingénieur (lieutenant en premier).
Il reçoit son brevet de capitaine le 1er janvier 1777, et il est fait chevalier de Saint-Louis en 1782. Après avoir servi dans diverses places du royaume jusqu’en 1789, il est attaché à l’armée des Pyrénées-Orientales en 1791 et pendant les ans II et III. Il est nommé chef de bataillon le 12 septembre 1794, et il prend part au siège de Collioure (en), ainsi qu'à ceux du fort de Saint-Elme, de Figuières, et de Roses. Ses services méritent les félicitations des officiers-généraux sous lesquels il sert.
Il est promu chef de brigade le 20 mars 1796, et l’année suivante, le gouvernement le place dans la direction du génie de Toulouse. Le 29 janvier 1803, il est nommé à l’emploi provisoire de directeur des fortifications, et il reçoit l’ordre de se rendre à l’île d’Elbe, pour y diriger les travaux de Porto-Ferrajo. Il est fait chevalier de la Légion d’honneur le 11 décembre 1803, et officier de l’ordre le 14 juin 1804.
Le 13 mars 1805, il devient directeur titulaire des fortifications à Porto-Ferrajo, et en 1808, il est envoyé à l’armée d’Espagne, où il fait partie des troupes chargées du second siège de Roses. Il est élevé au grade de commandeur de la Légion d’honneur le 16 décembre 1808. Affecté à la direction du génie à Perpignan à l’issue de cette campagne, il est admis à la retraite le 18 mars 1810. 
Il meurt le 11 janvier 1811 à Saint-Félix.

## Sources
- A. Lievyns, Jean Maurice Verdot, Pierre Bégat, Fastes de la Légion-d'honneur, biographie de tous les décorés accompagnée de l'histoire législative et réglementaire de l'ordre, Tome 3, Bureau de l’administration, 1844, 529 p. (lire en ligne), p. 459.
- « Cote LH/2316/5 », base Léonore, ministère français de la Culture
- Léon Hennet, Etat militaire de France pour l’année 1793, Siège de la société, Paris, 1903, p. 313.
- Biographie universelle ou Dictionnaire de tous les hommes qui se fait remarquer par leurs écrits… jusqu’à ce jour, volume 16, Bruxelles, bureau de la Macédoine littéraire, 1846, p. 305.
- Etienne Léon de La Mothe-Langon et Jean Théodore Laurent-Gousse, Biographie toulousaine, ou Dictionnaire historique des personnages qui par des vertus…ont contribué à son illustration , tome 2, L.G Michaud, Paris, 1823, p. 281-282.